# Калинівка (Голованівський район)
Кали́нівка (МФА: [kɐˈɫɪɲiu̯kɐ] ( прослухати)) — село в Україні, у Надлацькій сільській громаді Голованівського району Кіровоградської області. Населення становить 37 осіб.

## Населення
Згідно з переписом УРСР 1989 року чисельність наявного населення села становила 59 осіб, з яких 20 чоловіків та 39 жінок.
За переписом населення України 2001 року в селі мешкало 37 осіб. 100 % населення вказало своєю рідною мовою українську мову.